# Holteschelpje
Het holteschelpje (Kellia suborbicularis) is een tweekleppigensoort uit de familie van de Kelliidae. De wetenschappelijke naam van de soort werd in 1803 voor het eerst geldig gepubliceerd door George Montagu.

## Beschrijving
Het holteschelpje is kleine, tot 9 mm grote tweekleppige die glanzend wit is met een geelbruine opperhuid. Het oppervlak van de dunschalige, bolle schelp is voorzien van concentrische groeilijnen.
De lichaamskleur van het dier zelf is bijna transparant. De mantel strekt zich aanzienlijk buiten de schaalrand uit en zijn randen zijn rondom verenigd. Aan de onderkant is een grote opening aanwezig om de riemvormige voet door te laten. Aan de voorzijde ligt de instroomopening, een kleine opening erachter dient als een uitstroomopening. Het dier kan vrij bewegen door middel van zijn voet, en hecht zich vast met een bijna onzichtbare byssusdraad.

## Verspreiding
Het verspreidingsgebied van het holteschelpje is de noordoostelijke Atlantische Oceaan, vanaf IJsland en de Lofoten tot de Canarische Eilanden en in de Middellandse Zee. Deze soort wordt sporadisch in Nederland aangetroffen. In het verleden is deze soort meerdere keren autochtoon aangetroffen in het sublitoraal, onder andere op de zeedijk bij Den Helder (laatste waarneming uit 1950) en op de havenpieren van Vlissingen (laatste waarneming uit 1959).